# Panulia dentilineata
Panulia dentilineata là một loài bướm đêm trong họ Geometridae.